# Axel Odelberg (ingenjör)

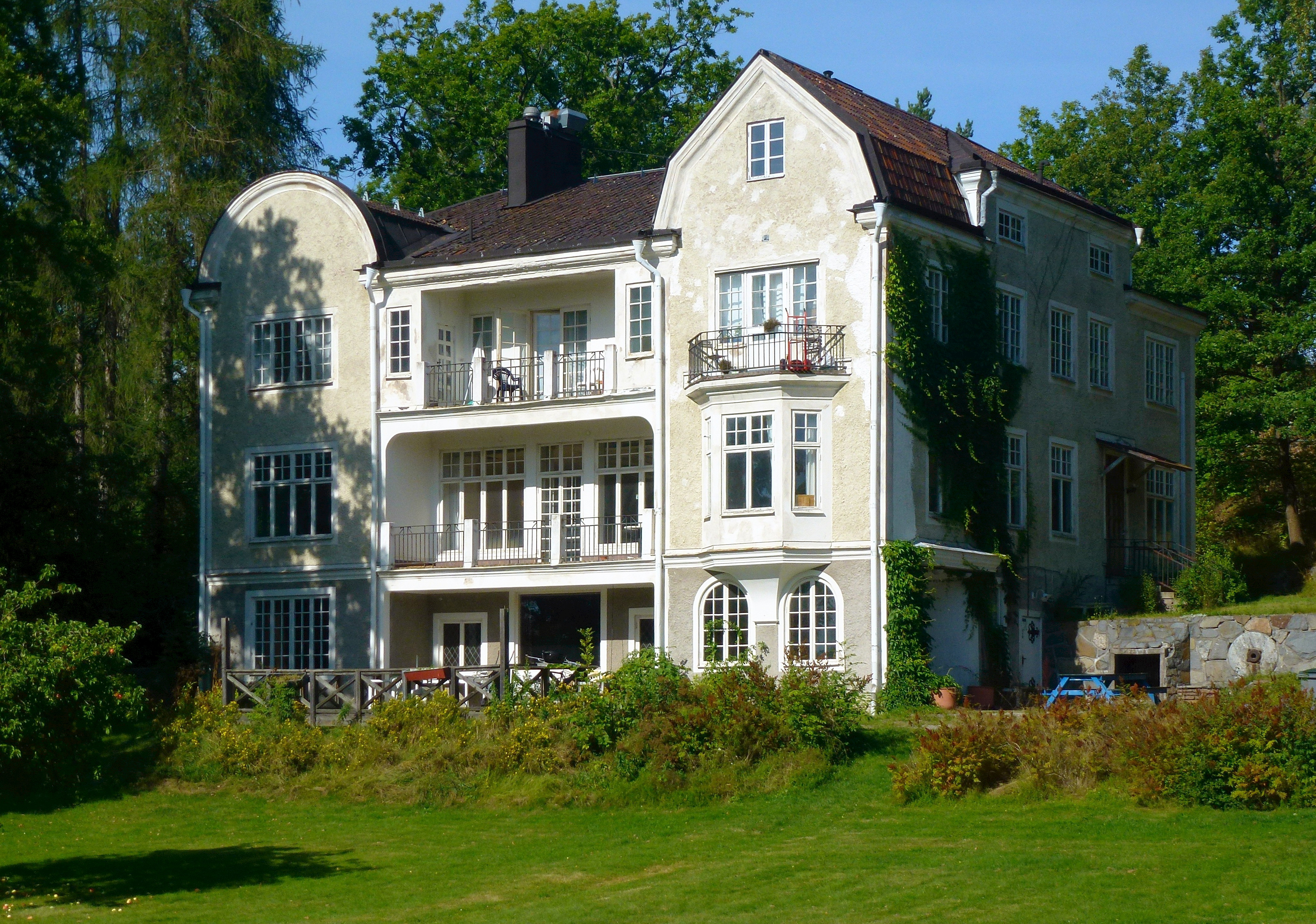
Villa Strandvik.

Axel Samuel Wilhelm Odelberg, född 16 april 1873 i Gustavsberg i Värmdö församling, död 25 november 1950 i Djursholm, Danderyds församling, var en svensk civilingenjör i kemiteknik. Han var son till bruksägaren Wilhelm Odelberg (1844–1924) och bror till hovjägmästaren Victor Odelberg (1875–1951). 

## Biografi
Odelberg avlade 1895 avgångsexamen i kemiteknik vid Kungliga Tekniska högskolan i Stockholm. Efter studietiden reste han bland annat till Zürich för att utbilda sig till keramiker. År 1895 anställdes han som ingenjör vid Gustavsbergs porslinsfabrik som ägdes av hans far. År 1899 blev han överingenjör och ledde fabrikens drift. Samma år gifte han sig i London med Maud Jane Beavis (1873–1962). Under honom vidareutvecklades porslinsfabrikens produktionsmetoder och maskinpark. Bland annat visade han elektricitetens överlägsenhet över ångkraften, och så infördes elektrisk bränning på Gustavsberg år 1925. 
Men Odelberg ville även förnya produktsortimentet och började tillämpa Svenska Slöjdföreningens program för "Vackrare vardagsvara". På hans initiativ anställdes 1917 konstnären Wilhelm Kåge vars formgivning resulterade i internationell uppmärksammad vardagsporslin för den breda allmänheten. Kåge blev så småningom fabrikens konstnärlige ledare. Även formgivaren Stig Lindberg fick sin första sommarpraktikantanställning 1936 av Odelberg.
Genom sin engelskfödda hustru Maude knöt han vänskapsband med bland annat ägarna av den brittiska porslinsproducenten Wedgwood och blev en goodwillambassadör i England för svensk industri. När han utnämndes till hedersledamot av The Ceramic Society hedrades han som "en av världens främsta keramiker och en pionjär som föregått oss alla med sitt exempel". Åren 1911–1912 lät han bygga sin och hustruns exklusiva Villa Strandvik vid Farstaviken i Gustavsberg, troligen efter arkitekt Ferdinand Bobergs ritningar. Här bodde paret med sina barn fram till 1937.
Efter att fadern avlidit, tog Axel Odelberg 1924 över som styrelseordförande för fabrikens aktiebolag och brodern Victor blev verkställande direktör, poster som de båda innehade till 1937 då de tvingades sälja till Kooperativa förbundet på grund av ekonomiska problem. Därmed upphörde familjebolaget. Efter 1937 blev Odelberg vägforskare, vägbyggare och vägplanerare och engagerade sig starkt för den expanderande motortrafikens krav.
Odelberg invaldes 1927 i Ingenjörsvetenskapsakademien och blev 1933 ledamot av Lantbruksakademien. Makarna Odelberg är begravda på Gustavsbergs kyrkogård.